# Räckelwitz
Räckelwitz (szorb nyelven Worklecy) település Németországban, azon belül Szászország tartományban. Lakosainak száma 1145 fő (2023. december 31.). Räckelwitz Crostwitz, Panschwitz-Kuckau, Nebelschütz és Ralbitz-Rosenthal községekkel határos.

## Népesség
A település népességének változása:
| Lakosok száma | 1137 | 1130 | 1145 | 1150 | 1145 |
|               | 2017 | 2019 | 2021 | 2022 | 2023 |